# Bacillus
{{Automatic taxobox-lat
| image = Bacillus subtilis Gram.jpg
| image_caption = Bacillus subtilis, gram obojen
| taxon = Bacillus
| authority = Cohn, 1872
| subdivision_ranks = Vrste
| subdivision = Neke od vrsta su:
-{
B. alcalophilus

B. alvei

B. aminovorans

B. amyloliquefaciens

B. aneurinolyticus

B. anthracis

B. aquaemaris

B. atrophaeus

B. boroniphilus

B. brevis

B. caldolyticus

B. centrosporus

B. cereus

B. circulans

B. coagulans

B. firmus

B. flavothermus

B. fusiformis

B. globigii

B. infernus

B. larvae

B. laterosporus

B. lentus

B. licheniformis

B. megaterium

B. mesentericus

B. mucilaginosus

B. mycoides

B. natto

B. pantothenticus

B. polymyxa

B. pseudoanthracis

B. pumilus

B. schlegelii

B. sphaericus

B. sporothermodurans

B. stearothermophilus

B. subtilis

B. thermoglucosidasius

B. thuringiensis

B. vulgatis

B. weihenstephanensis}- 
}}
Bacillus je rod gram pozitivne, štapićaste bakterije i član razdela Firmicutes. Bacillus vrste mogu da budu mandatorni aerobi ili fakultativni anaerobi, i daju pozitivni test za enzim katalazu. Bacillus je široko rasprostranjen u prirodi. Pojedine vrste su patogene. Pod stresnim uslovima, ćelije proizvode ovalne endospore. One mogu da se održe u tom obliku tokom dužeg vremenskog perioda.

## Literatura
- Madigan M; Martinko J (editors). (2005). Brock Biology of Microorganisms (11th изд.). Prentice Hall.  978-0-13-144329-7.
- Turnbull PCB (1996). Bacillus. In: Barron's Medical Microbiology (Baron S et al., eds.) (4th изд.). University of Texas Medical Branch.  978-0-9631172-1-2.